# مقوای گوژپشت
مقوا گوژپشت (Indian threadfish) نام نوعی ماهی است.
بدن این گونه لوزی و فشرده‌است. باله پشتی اول درانواع جوان دارای شعاع‌های سخت خیلی کوتاه می‌باشد و در بالغین این شعاع‌ها دیده نمی‌شود. شعاع‌های باله پشتی و باله مخرجی خیلی بلند و مساوی با درازای بدن است. خارهای باله پشتی کوچک و تحلیل رفته، باله پشتی اول دارای ۶ عدد شعاع سخت و باله پشتی دوم دارای یک شعاع سخت و ۱۸ تا ۲۰ شعاع نرم و باله مخرجی دارای یک شعاع سخت و ۱۸ تا ۲۰ شعاع نرم می‌باشد. فلس‌ها واضح نبوده و در پوست فرو رفته‌است. فلس‌ها غالباً از نوع شانه‌ای می‌باشند. گودی پیش چشمی تقریباً مساوی بادو قطر چشم. رنگ بدن نقره‌ای سفید با لکه‌های سیاه روی سرپوشش آبششی می‌باشد. تعداد خارهای آبششی روی بخش پایین اولین کمان آبششی ۲۱ تا ۲۶ عدد می‌باشد . نکته قابل توجه آن است که افراد جوان بر روی باله پشتی و مخرجی واجد رشته‌هایی نسبتاً طویل هستند.
انواع بالغ به صورت گله‌های بزرگ در مناطق ساحلی حرکت می‌کنند انواع جوان معمولاً به صورت انفرادی حرکت کرده و اغلب وارد مصب می‌شوند و تغذیه آنها از ماهی و اسکوییدهای کوچک و سخت پوستان می‌باشد.
محل زندگی آن اقیانوس هند، مجمع‌الجزایر مالایا و ما بعد آن تا چین، فرمز و جزایر ساندویچ سوسایتی و هاوایی می‌باشد. در سراسر خلیج فارس و دریای عمان پراکندگی دارد.
بیشینه درازای بدن ۱۵۰ سانتی‌متر می‌باشد.
نام محلی : شنگ